# Bertus Aafjes
Lambertus Jacobus Johannes Aafjes (Amszterdam, 1914. május 12. – Swolgen, 1993. április 22.), írói nevén Bertus Aafjes, holland költő, író.
Teológiai, majd régészeti tanulmányokat folytatott.
A második világháború idején hazája német megszállása elleni ellenállásról írt költeményeket, de készített képregényszövegeket is Eppo Doeve, illetve verses mesét Piet Worm illusztrációihoz.
1969-73 között öt regényt is írt Ōoka Tadasuke szamurájról.

## Bibliográfia
- 1936 – Het Italiaanse Maria-lied, in: De Gemeenschap
- 1940 – Het gevecht met de muze
- 1941 – Amoureus liedje in de morgenstond
- 1941 – Het zanduur van de dood, in: Helicon 13. szám, A.A.M. Stols, ’s-Gravenhage, 300 példányban (A halál homokórája, költemények)[4]
- 1942 – Een laars vol rozen, reisverslag
- 1943 – Gerrit Achterberg, de dichter van de sarcofaag. Aantekeningen bij zijn poëzie
- 1943 – Peter-Kersen-eter (képregény Piet Worm illusztrációival)
- 1943 – De ark
- 1944 – Per slot van rekening
- 1944 – Omne animal
- 1944 – Elf sonnetten op Friesland
- 1944 – Verzen en vrouwen
- 1944 – De laatste brief
- 1944 – Kleine catechismus der poëzie
- 1944 – Bid, kindje, bid!
- 1945 – Boeren. Open brief van het land (vers)
- 1945 – Lafaard of geus? (vers)
- 1945 – Dichters van later tijd (vers)
- 1945 – In het Atrium der Vestalinnen, fragmenten
- 1945 – In het Atrium der Vestalinnen en andere fragmenten (verseskötet)
- 1946 – Mannetje Bagatel (képregény Eppo Doeve illusztrációival)
- 1946 – Bevrijdingsdag (vers)
- 1946 – Een voetreis naar Rome (Gyalogos utazás Rómába, költemények)
- 1946 – Maria Sibylla Merian (vers)
- 1946 – De zeemeerminnen (novellák)
- 1947 – Gedichten (verseskötet)
- 1947 – Douderideine (vers)
- 1948 – De vogelvis
- 1948 – Het koningsgraf. Honderd en een sonnetten (A Királysír, költemények)
- 1948 – De driekoningen
- 1948 – Laat nu al wat Neerland heet
- 1948 – Circus
- 1948 – Egyptische brieven (Egyiptomi levelek, útirajzok)
- 1949 – In den beginne (Kezdetben, költemények)
- 1949 – De lyrische schoolmeester, gedicht
- 1949 – Het kinderkerstboek
- 1949 – De reis van Sinte Brandaan, herdicht door Bertus Aafjes
- 1950 – Arenlezer achter de maaiers. Kronieken over kleine maar vergeten bijzonderheden in het Oude en het Nieuwe Testament (Marokszedők az aratók nyomában, modernizált bibliai történetek), J.M. Meulenhoff, Amszterdam
- 1952 – Vorstin der landschappen. Een reis door het Heilige Land (Minden tájak hercegnője, útikönyv)
- 1953 – De karavaan (A karaván, költemények)
- 1953 – Drie essays over experimentele poëzie
- 1954 – Morgen bloeien de abrikozen, roman (Holnap virágzik a barack, regény)
- 1955 – De blinde harpenaar. De liefde, het leven, het geloof en de dood in de poëzie der oude Egyptenaren
- 1956 – Logboek voor 'Dolle Dinsdag'
- 1957 – Capriccio Italiano. Een reisboek over Italië
- 1958 – De vrolijke vaderlandse geschiedenis. Deel I. Van de Batavieren tot de Gouden Eeuw (Hollandia története Piet Worm illusztrációival)
- 1958 – De vrolijke vaderlandse geschiedenis. Deel II. Van de Gouden Eeuw tot nu (Hollandia története Piet Worm illusztrációival)
- 1959 – Het Troje van het Carboon – próza, De Staatsmijnen, Limburg
- 1959 – Goden en eilanden, een reisboek over Griekenland
- 1959 – De wereld is een wonder, reisverslag (Csoda a világ, útirajzok)
- 1960 – Het Hemelsblauw
- 1960 – Dag van gramschap in Pompeji
- 1960 – In de schone Helena, reisverslag
- 1961 – Levende poppen
- 1961 – De dikke en de dunne
- 1961 – Anneke's avontuur
- 1961 – De verborgen schat
- 1961 – Muziek op het kasteel
- 1961 – Tante Ibeltje
- 1961 – De schippersjongen
- 1961 – Stuurman Roel
- 1961 – De lachende krokodil
- 1961 – De geheimzinnige diamant
- 1962 – De Italiaanse postkoets, verhalenbundel
- 1962 – Odysseus in Italië, reisverslag
- 1963 – De fazant op de klokkentoren
- 1963 – Omnibus, prozafragmenten – próza, Elsevier, Amszterdam
- 1963 – Kleine Isar, de vierde koning, stripverhaal (képregény Eppo Doeve illusztrációival)
- 1965 – Het gevecht met de Muze, verhalenbundel
- 1965 – Dooltocht van een Griekse held, reisverslag
- 1967 – Per en Petra en het geheim van de bouwkunst
- 1967 – Maria Sibylla Merian en andere gedichten
- 1967 – Drie van Bertus Aafjes, gedichten
- 1968 – De denker in het riet
- 1968 – Die te Amsterdam vaak zei: Jeruzalem
- 1969 – Een ladder tegen een wolk (Ōoka sorozat első kötet, regény)
- 1969 – De rechter onder de magnolia (Ōoka sorozat második kötet, regény)
- 1969 – Kito en Poelika
- 1969 – Kito vindt Poelika
- 1971 – De koelte van de pauwenveer, verhalen (Ōoka sorozat harmadik kötet, regény)
- 1971 – Mijn ogen staan scheef. Zwerftochten door het land van de Mikado
- 1973 – De vertrapte pioenroos (Ōoka sorozat negyedik kötet, regény)
- 1973 – Een lampion voor een blinde of De zaak van de Hollandse heelmeesters, verhalen (Ōoka sorozat ötödik kötet, regény)
- 1974 – De laatste faun
- 1976 – Limburg, dierbaar oord
- 1976 – In de Nederlanden zingt de tijd
- 1979 – Het rozewonder
- 1979 – Mei, mengelwerk
- 1979 – Deus sive Natura
- 1980 – Rijmpjes en versjes uit de vrolijke doos
- 1980 – Tussen schriftgeleerden en piramiden
- 1981 – Drie gedichten over Amsterdam
- 1982 – Rechter Ooka-mysteries
- 1983 – Homero's Odyssee en Dooltocht van een Griekse held, reisverslag
- 1984 – Zeventien aforismen
- 1984 – De wereld is een wonder, reisverhalen uit twaalf landen
- 1985 – De val van Icarus
- 1986 – De mysterieuze rechter Ooka. Japanse speurdersverhalen
- 1987 – De sneeuw van weleer, autobiografie (önéletrajz)
- 1987 – Het hemd van een gelukkig mens. Sprookjes uit een verre wereld, jeugdboek
- 1990 – Verzamelde gedichten 1939-1988
- 1990 – De sprookjesverkoper. Sprookjes van heinde en verre
- 1991 – Griekse kusten, reisverhalen
- 1992 – De eeuwige stad. Rome in verhalen en herinneringen
- 1992 – De zee, gedichten
- 1992 – De parels

## Külső hivatkozások
- Holland digitális könyvtár
- https://web.archive.org/web/20141101200435/http://www.bertusaafjes.nl/